# Třída D (1908)
Třída D byla třída ponorek britského královského námořnictva. Celkem bylo postaveno osm jednotek této třídy. Do služby byly přijaty v letech 1909–1912. Ve světové válce byly čtyři ztraceny. Ostatní byly vyřazeny. Byly to první britské ponorky poháněné vznětovými motory.

## Stavba
Celkem bylo postaveno osm ponorek této třídy. Oproti předcházejícím britským třídám byly výrazně větší, s vyššími výkony a větším dosahem. Šest jich postavila britská loděnice Vickers v Barrow-in-Furness a dvě loděnice Chatham Dockyard ve městě Chatham v hrabství Kent. Do služby byly přijaty v letech 1909–1912.
Jednotky třídy D:
| Jméno | Loděnice         | Založení kýlu | Spuštěna        | Vstup do služby | Poznámky                                                                           |
| ----- | ---------------- | ------------- | --------------- | --------------- | ---------------------------------------------------------------------------------- |
| D1    | Vickers          | 1907          | 16. května 1908 | září 1909       | Dne 23. října 1918 potopena jako cvičný cíl.                                       |
| D2    | Vickers          | 1909          | 22. května 1910 | březen 1911     | Dne 25. listopadu 1914 v ústí Emže potopena německými hlídkovými čluny.            |
| D3    | Vickers          | 1910          | 17. října 1910  | srpen 1911      | Dne 15. března 1918 v Lamašském průlivu omylem potopena francouzskou vzducholodí.  |
| D4    | Vickers          | 1910          | 27. května 1911 | listopad 1911   | Prodána do šrotu 1921.                                                             |
| D5    | Vickers          | 1910          | 28. srpna 1911  | leden 1912      | Dne 3. listopadu 1914 v Severním moři potopena minou.                              |
| D6    | Vickers          | 1910          | 23. října 1911  | duben 1912      | Dne 26. června 1918 u pobřeží Severního Irska potopena německou ponorkou SM UB 73. |
| D7    | Chatham Dockyard | 1910          | 14. ledna 1911  | prosinec 1911   | Prodána do šrotu 1921.                                                             |
| D8    | Chatham Dockyard | 1910          | 23. září 1911   | březen 1912     | Prodána do šrotu 1921.                                                             |

## Konstrukce

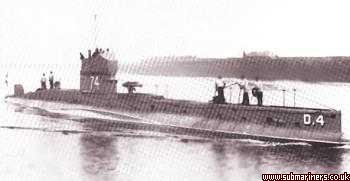
HMS D4

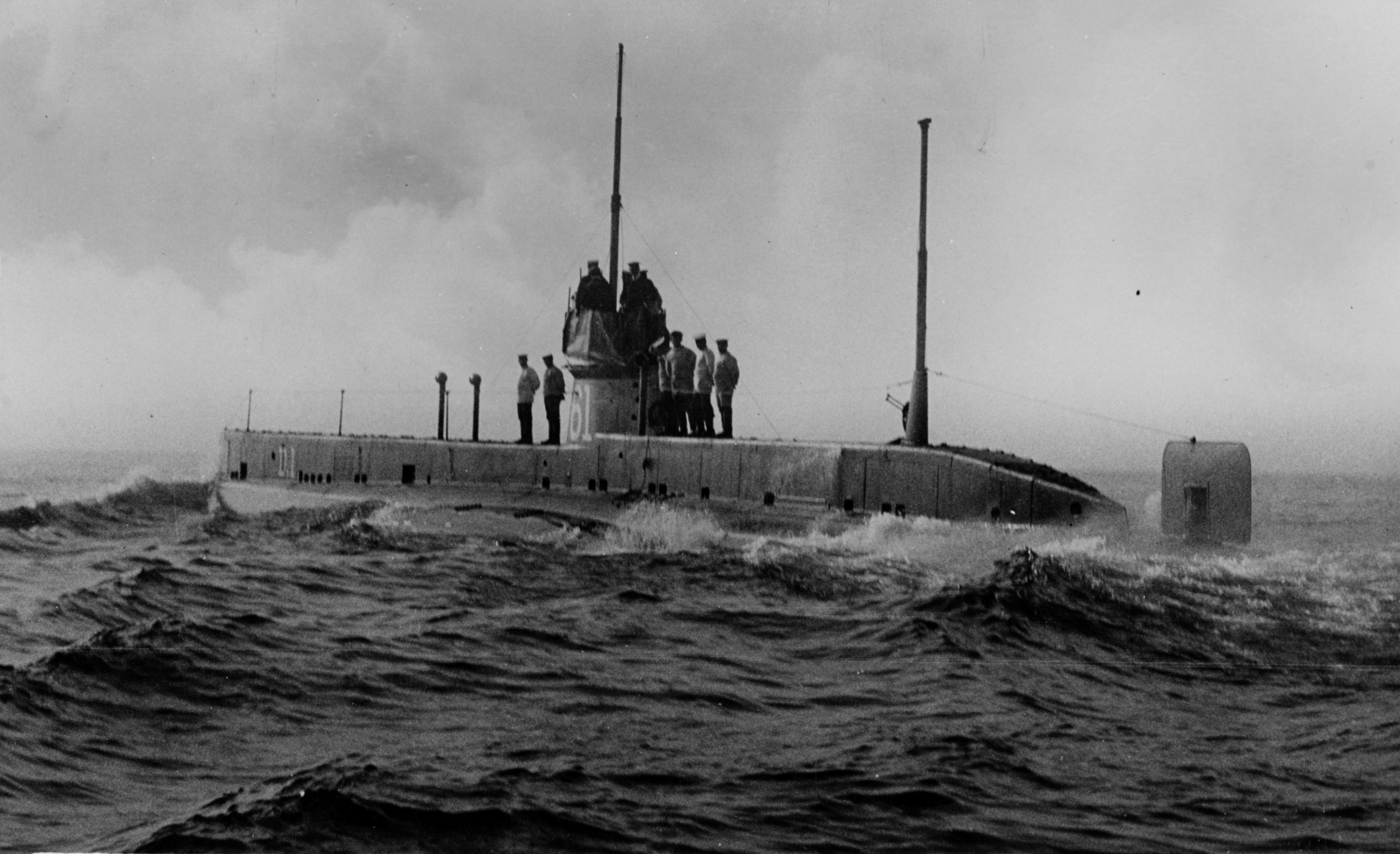
HMS D1

Ponorky nesly dva příďové a jeden záďový 457mm torpédomet s celkovou zásobou šesti torpéd. Jediná ponorka D4 nesla ještě jeden 76mm kanón. Pohonný systém tvořily dva diesely o výkonu 1200 hp a dva elektromotory o výkonu 550 hp, pohánějící dva lodní šrouby. Nejvyšší rychlost dosahovala čtrnáct uzlů na hladině a devět uzlů pod hladinou. Dosah byl 2500 námořních mil při rychlosti deset uzlu na hladině. Operační hloubka ponoru dosahovala třicet metrů.